# Henryk Firlej (1599–1635)
Henryk Firlej z Dąbrowicy herbu Lewart (11 lutego 1599 – 3 grudnia 1635) – biskup poznański, biskup przemyski, opat komendatoryjny tyniecki w 1627 roku, referendarz wielki koronny w latach 1625-1632, sekretarz Zygmunta III Wazy.

## Życiorys
Syn podskarbiego Jana Firleja i Gertrudy Opalińskiej herbu Łodzia. Po ojcu Janie odziedziczył m.in. Kamienowolę. 
Studiował w Ingolsztadzie. Po powrocie z zagranicy został sekretarzem królewskim, potem referendarzem koronnym (1625) i otrzymał kanonię krakowską. Na dworze był ulubieńcem królowej Konstancji, dzięki jej wstawiennictwu następną prebendą, którą dostał w 1627 roku to stanowisko opata komendatoryjnego tynieckiego.  
W 1630 król Zygmunt III Waza mianował go biskupem przemyskim (prekonizacja miała miejsce 28 lipca 1631). Nie przyjął proponowanego mu przez króla Władysława IV biskupstwa warmińskiego (1633). 9 lipca 1635 nominowany na biskupstwo poznańskie, rządy w nim objął 12 października 1635, jednak nie zdążył odbyć ingresu. Był jednym z najzagorzalszych stronników Wazów w Rzeczypospolitej. W 1635 roku został wyznaczony senatorem rezydentem.
Podpisał pacta conventa Władysława IV Wazy w 1632 roku.
Pochowany w kościele klasztornym dominikanów św. Stanisława w Lublinie.